# アンネ・バイス
アンネ・バイス（Anne Buijs、1991年12月2日 - ）は、オランダの女子バレーボール選手。オランダ代表。

## 来歴
2009年にオランダ代表に初選出される。
世代交代が進んだ2013年のFIVBワールドグランプリと欧州選手権ではレギュラーとして活躍した。2014年にイタリアで開催された世界選手権に出場した。
2015年、モントルーバレーマスターズでベストアウトサイドヒッター賞を受賞した。同年7月のワールドグランプリのグループ2制覇に貢献した。同年10月の欧州選手権では銀メダルを獲得し、自身もベストアウトサイドヒッター賞を受賞した。2016年7月のワールドグランプリで銅メダルを獲得し、同年8月のリオ五輪に出場した。
2017年、ヨーロッパ選手権で銀メダルを獲得し、自身もベストアウトサイドスパイカー賞を受賞した。2018年の世界選手権に出場し4位となった。2019年9月のワールドカップに出場した。2021年から代表チームの主将を務めている。

## 人物
同性愛者であることを公表している。2023年、パートナーのアナ・カロリナ・ダシウバと結婚した。

## 球歴
- オリンピック - 2016年
- 世界選手権 - 2014年、2018年
- ワールドカップ - 2019年
- 欧州選手権 - 2013年、2015年、2017年
- ワールドグランプリ - 2013年、2014年、2015年、2016年、2017年
- ネーションズリーグ - 2018年、2021年

## 所属クラブ
- VV Zaanstad（2006-2007年）
- Martinus Amstelveen（2007-2010年）
- Asterix Kieldrecht（2010-2011年）
- シュヴェリーンSC （2011-2013年）
- FVブスト・アルシーツィオ（2013-2014年）
- ロコモティフ・バクー（2014-2015年）
- ワクフバンクSK（2015-2016年）
- レクソーナ・アデス（2016-2017年）
- ニルフェル・ベレディイェスポル（2017-2018年）
- ユニオーネ・スポルティーヴァ・プロヴィクトリア・パッラヴォーロ・モンツァ（2018-2019年）
- テュルク・ハワ・ヨルラル（2019-2020年）
- プライア・クルーベ（2020-2023年）
- AGILノヴァーラ（2023-2024年）
- キエーリ'76（2024年-）

## 受賞歴
- 2015年 - モントルーバレーマスターズ ベストアウトサイドヒッター賞
- 2015年 - 欧州選手権 ベストアウトサイドスパイカー賞
- 2017年 - 欧州選手権 ベストアウトサイドスパイカー賞